# Vadim Tíshchenko
Vadim Tíshchenko (en ucraniano: Вадим Миколайович Тищенко; Horodok, 24 de marzo de 1963-Dnipropetrovsk, 14 de diciembre de 2015) fue un entrenador y jugador de fútbol ucraniano que jugaba en la demarcación de centrocampista.

## Selección nacional
Jugó un total de ocho partidos con la selección de fútbol de la Unión Soviética. Debutó el 29 de agosto de 1987 en un partido amistoso contra Yugoslavia, encuentro que finalizó con un resultado de 0-1 a favor del combinado soviético. Además disputó la clasificación de la Eurocopa 1988 y la de la Eurocopa 1992. También formó parte del equipo que jugó en los Juegos Olímpicos de Seúl 1988, aunque no disputó ningún partido, pero ganando la medalla de oro. Su último partido con el equipo fue contra Noruega en un partido de la clasificación para la Eurocopa 1992 el 12 de septiembre de 1990.

## Clubes

### Como futbolista
| Club                     | País    | Año         | Partidos | Goles |
| ------------------------ | ------- | ----------- | -------- | ----- |
| FC Dynamo-2 Kiev         | Ucrania | 1984        |          |       |
| FC Nyva Vinnytsia        | Ucrania | 1984        | 13       | 4     |
| FC Karpaty Lviv          | Ucrania | 1985 - 1986 | 77       | 7     |
| FC Dnipro Dnipropetrovsk | Ucrania | 1987 - 1992 | 109      | 15    |
| Hapoel Haifa FC          | Israel  | 1992 - 1994 | 53       | 4     |

### Como entrenador
| Club                     | País    | Año  |
| ------------------------ | ------- | ---- |
| FC Dnipro Dnipropetrovsk | Ucrania | 1998 |
| FC Kryvbas-2 Kryvyi Rih  | Ucrania | 1999 |
| FC Dnipro Dnipropetrovsk | Ucrania | 2005 |
| FC Dnipro Dnipropetrovsk | Ucrania | 2010 |

## Palmarés

### Campeonatos nacionales
| Título                                 | Club                     | País    | Año  |
| -------------------------------------- | ------------------------ | ------- | ---- |
| Primera División de la Unión Soviética | FC Dnipro Dnipropetrovsk | Ucrania | 1988 |
| Copa de la Unión Soviética             | FC Dnipro Dnipropetrovsk | Ucrania | 1989 |

### Campeonatos internacionales
| Título           | Club                     | País    | Año  |
| ---------------- | ------------------------ | ------- | ---- |
| Juegos Olímpicos | FC Dnipro Dnipropetrovsk | Ucrania | 1988 |